# 가슴 깊게 화끈하게
가슴 깊게 화끈하게는 1981년에 공개된 대한민국의 영화이다.

## 배역
- 이미숙 : 도도해 역
- 주병진 : 정의한 역
- 김인문 : 안만복 역
- 전운
- 김을동
- 지윤주